# Coups de roulis
Coups de roulis est une opérette en trois actes, musique d'André Messager, livret d'Albert Willemetz tirée du roman éponyme de Maurice Larrouy, créée au théâtre Marigny, le 29 septembre 1928.

## Distribution
| Rôles                          | Tessitures | Créateurs 29 septembre 1928, théâtre Marigny |
| ------------------------------ | ---------- | -------------------------------------------- |
| Puy Pradal                     | baryton    | Raimu                                        |
| Gerville, capitaine de frégate | basse      | Pierre Magnier                               |
| Kermao, Enseigne de vaisseau   | baryton    | Robert Burnier                               |
| Pinson, matelot ordonnance     | baryton    | Gustave Nellson                              |
| Béatrice                       | soprano    | Marcelle Denya                               |
| Sola Myrrhis                   | soprano    | Maguy-Warna                                  |
| Le Vice Amiral de Saint Mesmin | -          | Marcel Carpentier                            |
| Bellory, commissaire           | -          | Jean Deiss                                   |
| Muriac, médecin major          | -          | D’Ary Brissac                                |
| Haubourdin, lieutenant         | -          | Guillet                                      |
| Blangy, ingénieur mécanicien   | -          | Antony                                       |
| Subervielle, officier          | -          | Valette                                      |
| Le Kerec, quartier-maître      | -          | Ed Rousseau                                  |

## Argument
Acte IÀ bord du cuirassé « Montesquieu »
Noël approchant, les membres de l'équipage du cuirassé « Montesquieu » attendent avec impatience la permission pour partir retrouver leurs proches avant de partir en manœuvres dans la Méditerranée. Or le député Puy-Pradal à la tête d'une commission d'enquête parlementaire annonce sa venue à bord. Arrivé le 20 décembre, il bouleverse tous les plans et l'équipage est contraint de se préparer à mettre à la voile. Puy-Pradal est accompagné de son secrétaire - sa fille Béatrice  - et une fois à bord, il affiche sa complète ignorance du droit maritime, enchaînant sans fin les maladresses. Entre-temps, Béatrice est courtisée par Gerville, le commandant du  « Montesquieu », ainsi que par le  jeune et beau lieutenant Kermao.
Acte IILe Caire
Lors de l'escale au Caire, Puy-Pradal organise une grande réception officielle, au cours de laquelle l'actrice Sola Myrrhis apparaît. Elle est déterminée à devenir membre de la Comédie Française et voyant dans Puy-Pradal une personne susceptible de l'aider, elle le séduit sans grande peine. De leur côté, Béatrice et Kermao se jurent leur amour. L'agent va trouver son chef pour lui demander d'intercéder auprès de Puy-Pradal afin de lui permettre d'épouser sa fille. Gerville sait que trop bien que ses sentiments n'ont aucune chance contre ceux de Kermao mais Puy-Pradal n'est pas prêt d'attendre qu'un autre que Gerville devienne son beau-fils. Puy-Pradal n'a d'yeux que pour Sola Myrrhis  ; il confie sa fille à Gerville et interrompt sa mission afin d'accompagner la jeune artiste sur sa tournée égyptienne, planifiant de rejoindre plus tard le  « Montesquieu ».
Acte IIIÀ bord du « Montesquieu »
Après trois mois de voyage de lune de miel, Puy-Pradal et Sola rembarquent sur le « Montesquieu ». Béatrice est en colère à cause de la liaison de son père et cherche à lui ouvrir les yeux sur ce qu'il fait. Kermao est d'accord pour l'aider, mais il est surpris avec Sola par Puy-Pradal ; le député rompt aussitôt avec l'actrice. Béatrice se plaint que Kermao ait embrassé Sola et refuse de lui parler. Gerville réconcilie les amoureux et parvient à convaincre Puy-Pradal de donner son consentement à leur mariage. Sola Myrrhis rejoindra la Comédie Française, car le député a trouvé confirmé la véracité de son talent. Puy-Pradal, cependant, apprend qu'il fait partie d'un nouveau remaniement ministériel.

## Enregistrements
Divers extraits ont été enregistrés de 1928 et 1932, dont certains par des membres de la distribution originale.
Coups de roulis a été enregistré dans son intégralité en octobre 1963 avec Lina Dachary, Claudine Collart, Gaston Rey, Aimé Doniat, Jacques Pruvost, René Lenoty, le Chœur et l'Orchestre lyrique de l'ORTF sous la direction de Marcel Cariven.

## Adaptations
En 1932, Jean de La Cour réalise une version cinématographique interprétée par Edith Manet (Béatrice), Max Dearly (Puy-Pradal), Lucienne Herval, (Sola Myrrhis), Pierre Magnier (Gerville), Roger Bourdin (Kermao), Germaine Roger (Betty), Robert Darthez (Bellory), Hubert Daix (le docteur), Henri Lévêque (Haubourdin), Pierre Clarel (Pinson), Robert Brummel et Jacques Erwin (officiers).